# 山貓步兵戰車
山貓步兵戰車，為德國萊茵金屬研製的步兵戰車，分為KF31和KF41兩型（KF：德語：,履帶式裝甲車），KF31於2016年6月14日的歐洲防衛展首度公開亮相，KF41於2018年6月12日的歐洲防衛展首度公開亮相。

## 型號
- Kettenfahrzeug 31（KF31）

於2016年歐洲展覽會上展出，總重約35噸、長約7.22公尺、可搭載搭載3至6名乘員、發動機最大出力約750馬力（563千瓦）、最高時速可達65 km/h（40 mph）。
- Kettenfahrzeug 41（KF41）

於2018年歐洲展覽會上展出，可搭載搭載3至8名乘員，發動機最大出力約850 kW（1,140 hp）、最高時速可達70 km/h（43 mph）。

## 使用國
- 匈牙利：德國武器製造商萊茵金屬（Rheinmetall）2020年9月10日宣佈，與匈牙利簽署新台幣近693.7億元合約，向其出口218輛KF41型山貓步兵戰車（Lynx）[6]。
- 乌克兰：萊茵金屬執行長帕伯格（Armin Papperger）2023年初受訪時曾透露，烏克蘭對該公司的「山貓」裝甲步兵戰車有興趣[7]。2024年10月，萊茵金屬宣佈在烏克蘭開始生產第一輛 KF41[8]。2024年底，首輛KF41山貓步兵戰車交付烏克蘭，2025年1月進行實地測試[9][10]。

### 潛在使用國
- ：萊茵金屬提出山貓競標澳大利亞陸軍的陸地 400第三階段（LAND 400 Phase 3）[11]。
- 捷克[12]
- 希腊[12]
- 伊拉克[12]
- 斯洛伐克[12]
- ： 2018年12月一輛KF41參加閱兵儀式，但未知是否採購及確切數量採購[13]。
- 美国：2018年10月，萊茵金屬宣布與雷神公司合作提出KF41競爭美國陸軍的「下一代作戰車輛（Next Generation Combat Vehicle，NGCV）」計劃，NGCV將用以汰換M2步兵戰車[14]。

## 圖庫

山貓系列
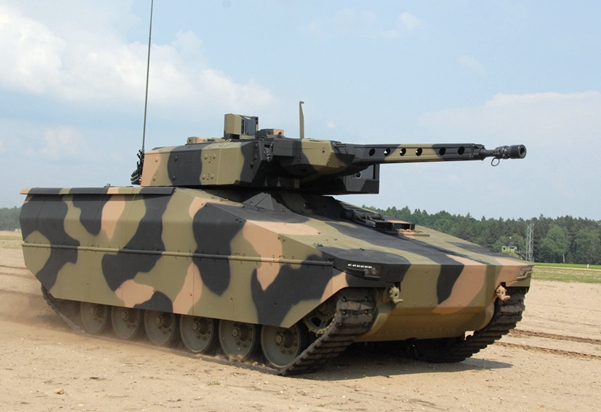
澳洲陸軍塗裝的KF31
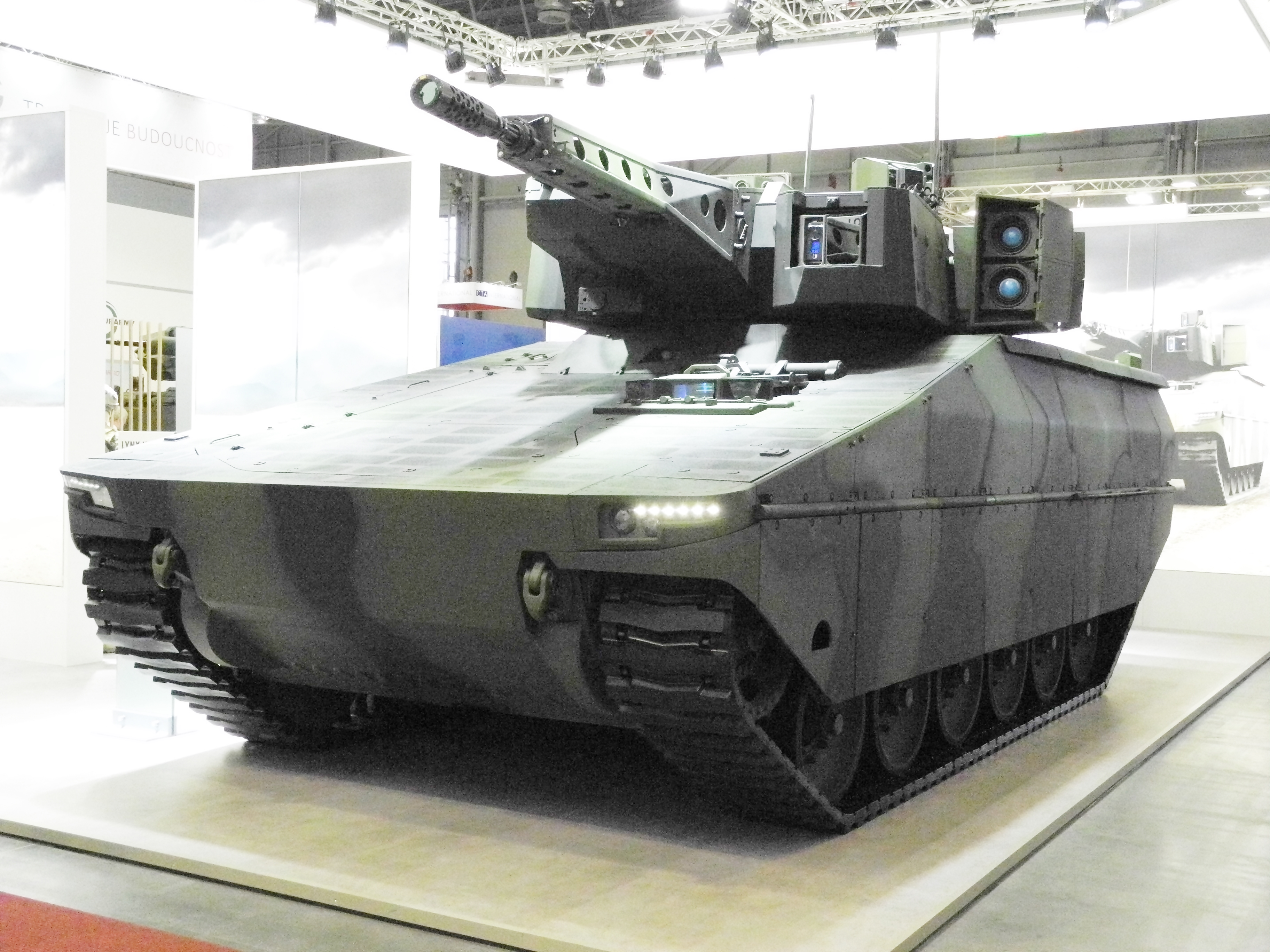
KF31正面，攝於2017年捷克IDET展覽
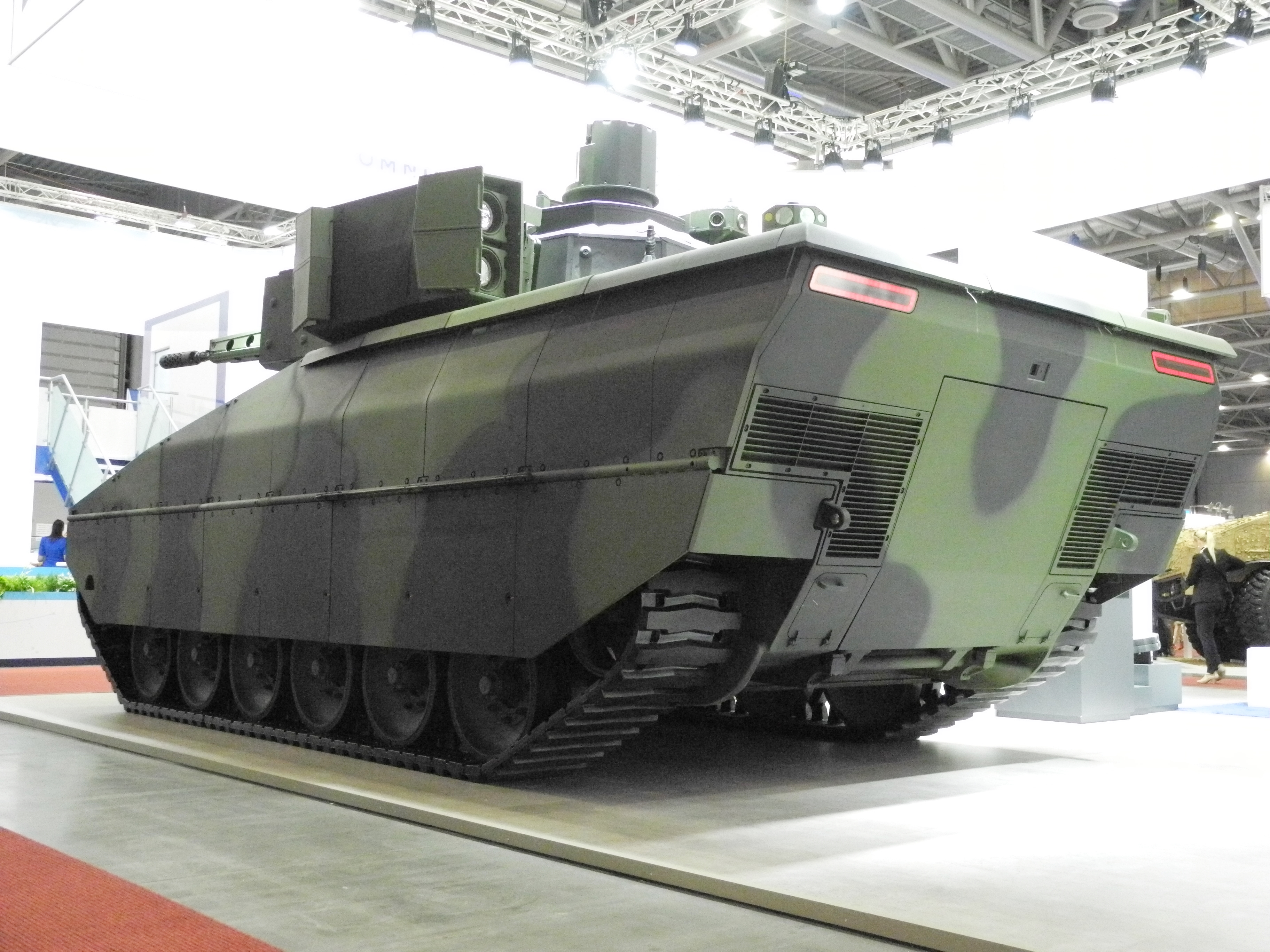
KF31左後方，攝於2017年捷克IDET展覽
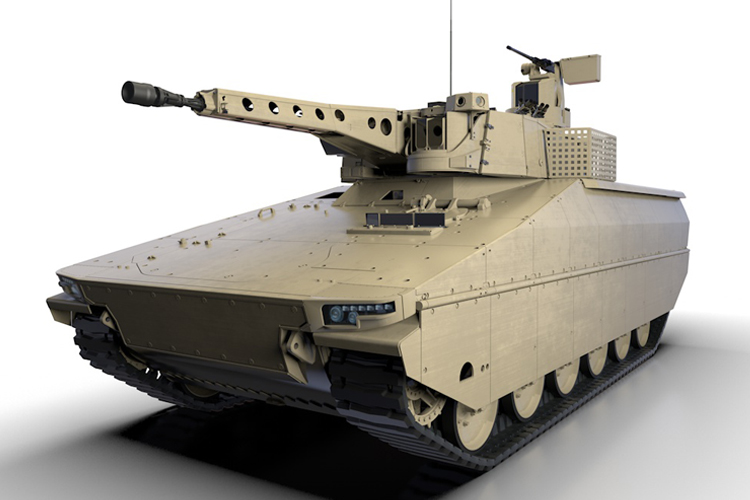
裝甲偵查車型
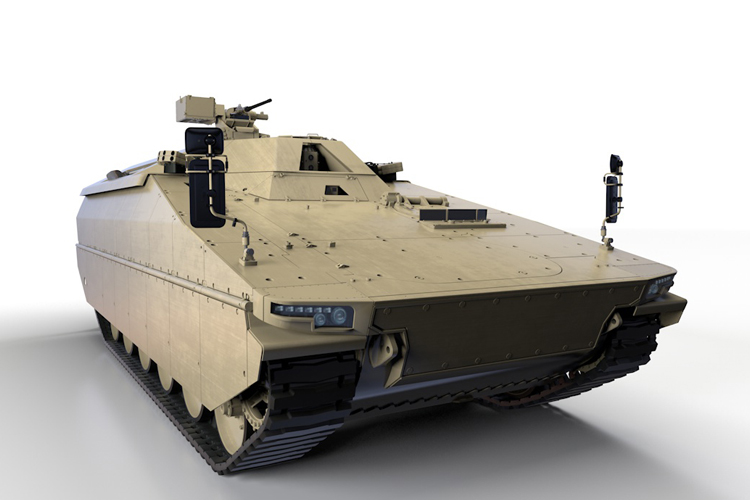
裝甲運兵車型
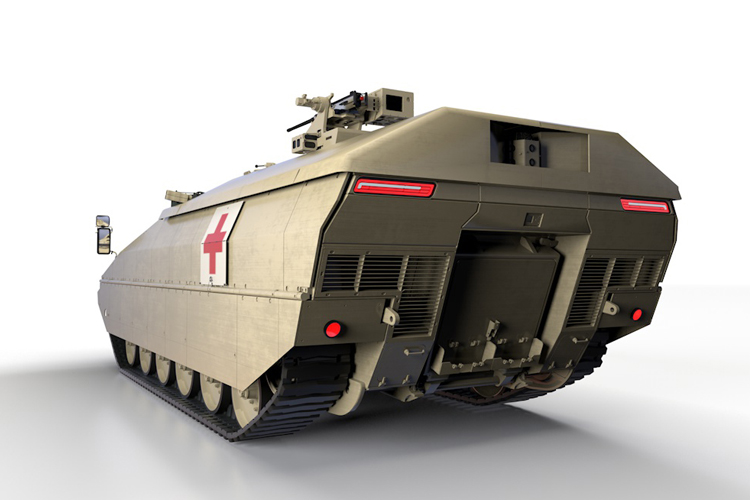
裝甲救護車型
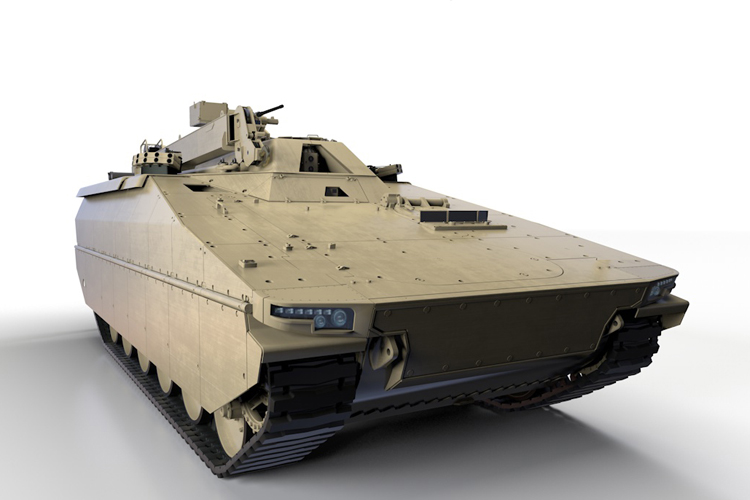
工程維修車型
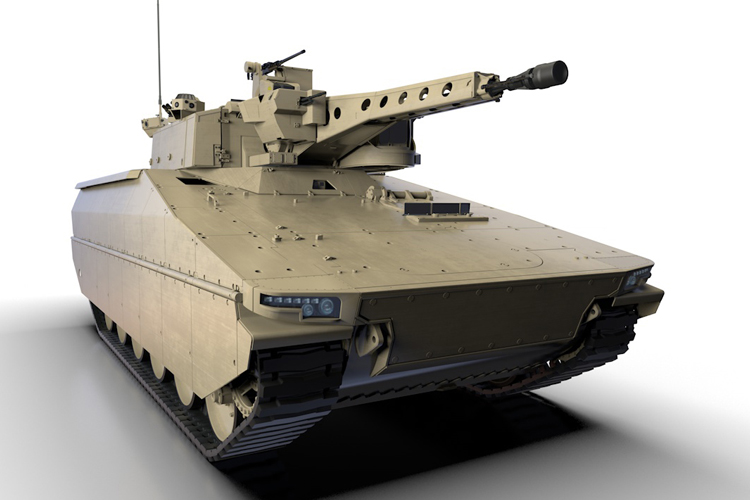
裝甲指揮車型
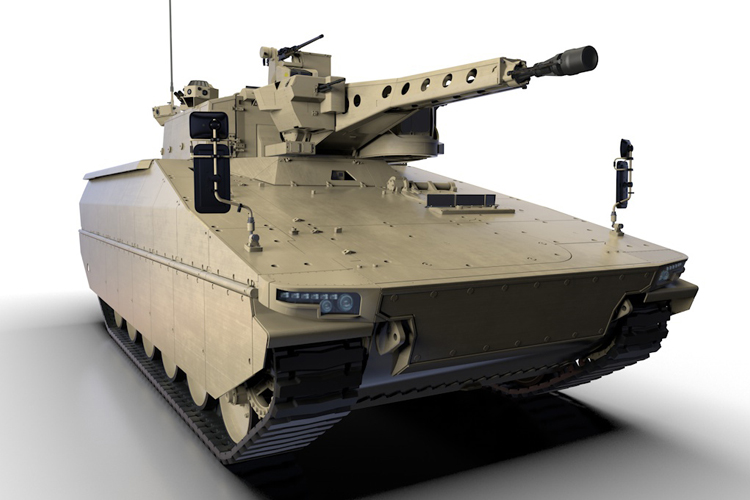
步兵戰車構型

## 資料來源
1. ↑  . www.rheinmetall-defence.com (新闻稿).   [2016-06-15]. （原始内容存档于2016-06-18）.
2. ↑  黃竣民. . 青年日報. 出版日  [2019年7月8日]. （原始内容存档于2019年7月8日） （中文）.
3. ↑  . （原始内容存档于2019-07-09）.
4. ↑  . www.janes.com.   [2018-06-24].
5. ↑   (PDF). Defense Technology Review Magazine. 2016年6月14日  [2016年6月14日]. （原始内容存档 (PDF)于2016年6月17日）.
6. ↑  自由時報電子報. . news.ltn.com.tw. 2020-09-11  [2023-09-30]. （原始内容存档于2023-03-05）.
7. ↑  自由時報電子報. . def.ltn.com.tw.   [2023-09-30] （英语）.
8. ↑  Malyasov, Dylan. . 26 October 2024.
9. ↑  . 2025-01-07  [2025-01-07]. （原始内容存档于2025-04-16） （德语）.
10. ↑  . 2025-01-07  [2025-01-08]. （原始内容存档于2025-04-04） （英语）.
11. ↑  . www.janes.com.   [2018-08-30].
12. 1 2 3 4  . TechNews 科技新報.   [2023-09-30]. （原始内容存档于2022-06-14） （中文（臺灣））.
13. ↑  . Army Recognition. 21 December 2018  [28 December 2018]. （原始内容存档于28 December 2018）.
14. ↑  Judson, Jen. . Defense News. Washington. 8 October 2018  [8 October 2018]. （原始内容存档于2018-10-08）.

## 外部連結
- AUSA 2018 – Lynx KF41/Bradley A4 comparison （页面存档备份，存于）
- Eurosatory 2018: Lynx KF41 “Command” variant – debut and unveiling （页面存档备份，存于）
- Christopher Foss of Jane's talks about the Lynx at Eurosatory 2016 （页面存档备份，存于）
- Official Rheinmetall video of Lynx IFV （页面存档备份，存于）
- Unveil of Lynx at Eurosatory 2016 （页面存档备份，存于）
- Lynx on Rheinmetall's website （页面存档备份，存于）